# Sarraguzan
Sarraguzan é uma comuna francesa na região administrativa de Occitânia, no departamento de Gers. Estende-se por uma área de 8,64 km². Em 2010 a comuna tinha 89 habitantes (densidade: 10,3 hab./km²).